# 다나카 미나
다나카 미나(일본어: 田中 美南, 1994년 4월 28일 ~ )는 일본의 여자 축구 선수로 현재 INAC 고베 레오네사에서 공격수로 활동 중이다.

## 선수 경력

### 클럽
2011년 닛폰 TV 도쿄 베르디 벨레자에서 데뷔해 2019년까지 공식전 229경기에서 165골을 터뜨리며 나데시코 리그 디비전 1 5연패(2015 ~ 2019) 및 4연속 준우승(2011 ~ 2014) 황후배 4회 우승(2014, 2017, 2018, 2019), 나데시코 리그컵 3회 우승(2012, 2016, 2018)을 이끌었고 4회 연속 리그 득점왕 타이틀(2016 ~ 2019), 5회 연속 리그 베스트 11(2015 ~ 2019), 2회 연속 리그 최우수선수(2018, 2019) 등에 선정되는 등 맹활약을 펼쳤다.
그 후 2020년 INAC 고베 레오네사와 입단 계약을 체결한 뒤 같은 해 코로나19 범유행으로 7월 18일에서야 이적 후 리그 첫 경기를 치렀으며 2020 시즌 리그 13골로 득점 랭킹 3위에 오르며 팀의 리그 준우승에 기여했다.

### 국가대표팀
일본 U-17 여자 대표팀의 일원으로 2009년 AFC U-16 여자 챔피언십 3위, 2010년 FIFA U-17 여자 월드컵 준우승에 기여했고 2년 후 U-20 여자 대표팀의 일원으로 자국에서 열린 2012년 FIFA U-20 여자 월드컵에서 팀의 3위 입상에 기여했다.
그 후 2013년 2월 일본 여자 성인대표팀에 첫 발탁된 뒤 3월 8일 독일과의 2013년 알가르브컵 A조 조별리그 2차전에서 국제 A매치 데뷔전을 치르자마자 A매치 데뷔골을 동점골로 장식했다.
이후 2017년 EAFF E-1 풋볼 챔피언십 준우승, 2018년 AFC 여자 아시안컵 우승, 2018년 아시안 게임 금메달, 2019년 EAFF E-1 풋볼 챔피언십 우승, 2022년 AFC 여자 아시안컵 4강 진출 등의 화려한 성과들을 남겼다.

## 통계
| 일본 | 일본 | 일본 |
| 연도 | 출전 | 득점 |
| ---- | ---- | ---- |
| 2013 | 4    | 1    |
| 2014 | 0    | 0    |
| 2015 | 2    | 0    |
| 2016 | 0    | 0    |
| 2017 | 14   | 5    |
| 2018 | 15   | 8    |
| 2019 | 4    | 2    |
| 2020 | 3    | 0    |
| 2021 | 12   | 9    |
| 2022 | 9    | 2    |
| 2023 | 12   | 7    |
| 2024 | 11   | 5    |
| 통산 | 86   | 39   |

## 수상

### 클럽
닛폰 TV 도쿄 베르디 벨레자
- 나데시코 리그 디비전 1 : 우승 (2015, 2016, 2017, 2018, 2019), 준우승 (2011, 2012, 2013, 2014)
- 나데시코 리그컵 : 우승 (2012, 2016, 2018), 4강 (2013, 2017)
- 황후배 : 우승 (2014, 2017, 2018, 2019), 4강 (2011, 2015, 2016)

INAC 고베 레오네사
- 나데시코 리그 디비전 1 : 준우승 (2020)

### 국가대표팀
일본 여자 U-17
- AFC U-17 여자 아시안컵 : 3위 (2009)
- FIFA U-17 여자 월드컵 : 준우승 (2010)

 일본 여자 U-20
- FIFA U-20 여자 월드컵 : 3위 (2012)

 일본 (여자)
- AFC 여자 아시안컵 : 우승 (2018), 4강 (2022)
- 아시안 게임 : 금메달 (2018)
- EAFF E-1 풋볼 챔피언십 : 우승 (2019), 준우승 (2017)

### 개인
- 나데시코 리그 디비전 1 득점왕 : 2016 (18골), 2017 (15골), 2018 (15골), 2019 (20골)
- 나데시코 리그 디비전 1 베스트 11 : 2015, 2016, 2017, 2018, 2019
- 나데시코 리그 디비전 1 MVP : 2018, 2019